# Katja Kanzler
Katja Kanzler (* 1972 in Schkeuditz) ist eine deutsche Amerikanistin.

## Leben
Katja Kanzler absolvierte ein Studium in Amerikanistik, Wirtschaft und Recht an der Universität Leipzig und am Connecticut College, welches sie 1996 mit einem MA abschloss. Mit einer Arbeit zu Aspekten der Multikulturalität in der Science-Fiction-Serie Star Trek promovierte sie 2002 in Leipzig. Dort erfolgte 2009 auch ihre Habilitation mit einer Arbeit zu Gender und Klasse in der Literatur vor dem amerikanischen Bürgerkrieg.
Nach einer Lehrstuhlvertretung an der Universität Konstanz wurde sie 2010 auf die Professur für Nordamerikastudien der Technischen Universität Dresden berufen, die sie bis 2018 innehatte. Seit 2018 ist sie Professorin für amerikanische Literaturwissenschaft am Institut für Amerikanistik der Universität Leipzig.
Kanzler ist Mitglied im Beirat mehrerer Zeitschriften und wissenschaftlicher Gesellschaften. Seit 2019 ist sie Vorstand des Deutsch-Amerikanischen Institutes Sachsen e.V.

## Forschung
Von 2012 bis 2017 leitete Kanzler ein DFG-Projekt zur amerikanischen Gegenwartsliteratur. Seit 2017 ist sie Teilprojektleiterin im Sonderforschungsbereich 1285 Invektivität der TU Dresden in einem Projekt zu Invektiven im amerikanischen Fernsehen der Gegenwart.
Ihre Forschungsinteressen sind Erzähl- und Textformen in verschiedenen medialen, kulturellen und gattungsspezifischen Kontexten; die Popkultur der Vergangenheit und Gegenwart; die Verhandlung von Unrecht in Literatur sowie literaturwissenschaftliche Interdisziplinarität.

## Werke (Auswahl)
- Mit Christian Schwarke (Hrsg.): Star Trek Discovery: Gesellschaftsvisionen für die Gegenwart. Springer, Wiesbaden 2019, ISBN 9783658276096.
- The Kitchen and the Factory: Spaces of  Women's Work and the Negotiation of  Social Difference in Antebellum American Literature. Winter, Heidelberg 2016, ISBN 9783825366766.
- "Infinite Diversity in Infinite Combinations": The Multicultural Evolution of Star Trek. Winter, Heidelberg 2004, ISBN 9783825315573.